# Aci Castello
Aci Castello (Casteḍḍu [di Jaci] in siciliano), anticamente Castel d’Aci, è un comune italiano di 17 622 abitanti della città metropolitana di Catania in Sicilia.

## Storia
Si narra che Aci Castello e le altre Aci traggano la propria origine da Xiphonia, misteriosa città greca scomparsa, probabilmente oggi in comune di Aci Catena. I poeti Virgilio e Ovidio fecero nascere il mito della fondazione dalla storia d'amore tra una ninfa chiamata Galatea ed un pastorello chiamato Aci, ma anche dal ciclope Polifemo (a sua volta innamorato della bellissima Galatea). In epoca romana esisteva una città chiamata Akis, che partecipò alle guerre puniche.
Nel medioevo normanno è nota come Jachium; i normanni edificarono il castello noto con il nome di Castello di Aci.
Di questo periodo è la fondazione del Santuario di Valverde.
La storia di Aci Castello sarà praticamente condivisa fino al XVII secolo con quella degli altri casali del territorio di Aci a cui si può far riferimento. 
Sotto il dominio spagnolo, nel XVII secolo, il notevole sviluppo economico di Aquilia Nuova (Acireale) causò contrasti e rivalità con gli altri casali che chiedevano l'autonomia amministrativa. 
Vi sarà quindi la separazione dei casali di Aci. Nacquero: Aci Bonaccorsi (1652), Aci Castello (1647), Aci San Filippo ed Aci Sant'Antonio (1628) (comprendente anche Aci Valverde, Aci Santa Lucia e Aci Catena).
Nel XIX secolo, nell'allora borgo marinaro di Aci Trezza, lo scrittore Giovanni Verga ambientò il romanzo I Malavoglia.

### Simboli
Lo stemma e il gonfalone del comune di Aci Castello sono stati concessi con decreto del presidente della Repubblica del 22 aprile 2014.
Il gonfalone è un drappo di rosso.

## Monumenti e luoghi d'interesse

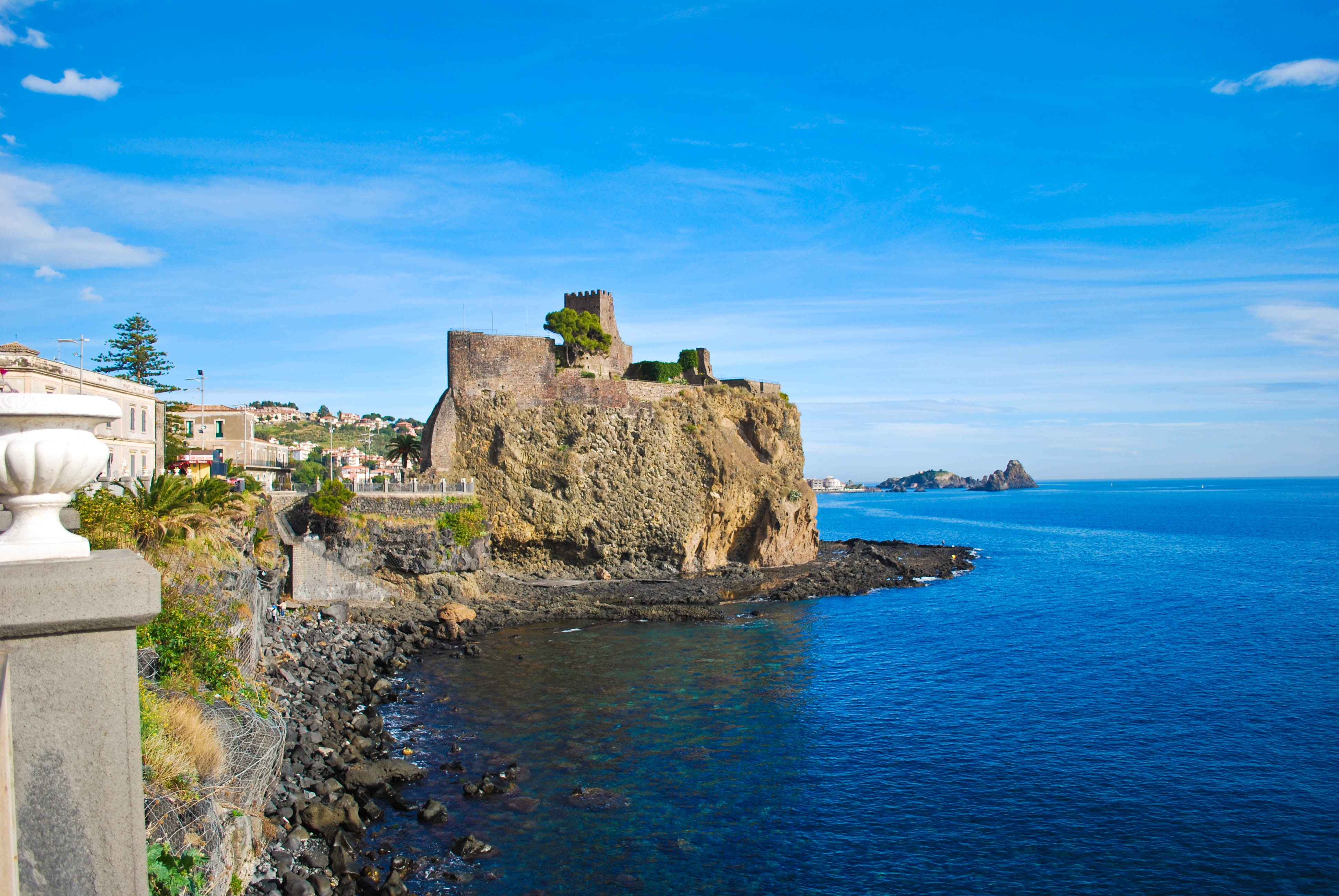
Il castello di Aci

### Architetture religiose
- Chiesa madre di San Mauro (XVII secolo), caratterizzata da uno stile barocco orientale, e da un cupolone centrale.
- Chiesa di San Giuseppe (XVII secolo).

### Architetture militari
- Castello di Aci (XII secolo), su una rupe che si affaccia sul mare, di origine normanna.
- Casa del Nespolo (Aci Trezza), museo dedicato alla memoria del romanzo I Malavoglia di Giovanni Verga.

### Siti archeologici
- Necropoli greco-ellenistica: negli anni Cinquanta del XX secolo, durante gli scavi per la costruzione di una scuola elementare in zona Vigna Vecchia, vennero alla luce tracce di una vasta necropoli. Altre tracce vennero ritrovate negli anni Settanta e alla fine degli anni Novanta indicando una estensione della stessa in almeno un ettaro.

### Aree naturali
- Riserva naturale integrale Isola Lachea e faraglioni dei Ciclopi e area marina protetta Isole Ciclopi: tutelano le aree terrestri e marine in corrispondenza dell'arcipelago dei Ciclopi con l'isola Lachea.

## Società

### Evoluzione demografica
Abitanti censiti

## Infrastrutture e trasporti

### Strade
Il comune è attraversato dalle strade statale 114 Orientale Sicula e S.P.52 Acicastello-San Gregorio.

### Autobus
Autolinee urbane AMTS: 534 Piazza Borsellino(Catania)-Piazza delle scuole(Aci Trezza);935 Piazza Repubblica(Catania)-Scogliera(lido la risacca). 
Autolinee extraurbane: AST: linea"Catania-Ficarazzi-Acicastello"; Zappalà e Torrisi: linea 11 "Riposto-Giarre-Acireale-Acicastello-Catania"; Interbus: linea "Catania-Acireale". 

### Ferrovie
La stazione ferroviaria di Cannizzaro è in servizio sul passante ferroviario metropolitano di Catania, tratto della ferrovia Messina-Catania-Siracusa.

### Tranvie
Dal 1915 al 1934 la località era servita dalla tranvia Catania-Acireale.

## Amministrazione
Di seguito è presentata una tabella relativa alle amministrazioni che si sono succedute in questo comune.
| Periodo          | Periodo          | Primo cittadino         | Partito                                                               | Carica  | Note  |
| ---------------- | ---------------- | ----------------------- | --------------------------------------------------------------------- | ------- | ----- |
| 27 giugno 1989   | 3 giugno 1992    | Silvestro Di Napoli     | Democrazia Cristiana                                                  | Sindaco | [ 8 ] |
| 22 gennaio 1990  | 7 ottobre 1991   | Salvatore Mirabella     | Democrazia Cristiana                                                  | Sindaco | [ 8 ] |
| 31 luglio 1992   | 24 giugno 1993   | Santo Giuseppe Marletta | Partito Democratico della Sinistra                                    | Sindaco | [ 8 ] |
| 28 giugno 1993   | 1º dicembre 1997 | Paolo Castorina         | La Rete - Mov.Dem.                                                    | Sindaco | [ 8 ] |
| 1º dicembre 1997 | 28 maggio 2002   | Paolo Castorina         | Indipendente di sinistra                                              | Sindaco | [ 8 ] |
| 28 maggio 2002   | 23 giugno 2003   | Michele Mauro Toscano   | Forza Italia                                                          | Sindaco | [ 8 ] |
| 27 giugno 2004   | 23 giugno 2009   | Silvestra Raimondo      | Forza Italia                                                          | Sindaca | [ 8 ] |
| 23 giugno 2009   | 28 maggio 2014   | Filippo Maria Drago     | PdL e MpA                                                             | Sindaco | [ 8 ] |
| 28 maggio 2014   | 30 aprile 2019   | Filippo Maria Drago     | MpA,Lega e UDC                                                        | Sindaco | [ 8 ] |
| 30 aprile 2019   | 9 giugno 2024    | Carmelo Scandurra       | Lista civica                                                          | Sindaco | [ 8 ] |
| 9 giugno 2024    | in carica        | Carmelo Scandurra       | Forza Italia, Fratelli d’Italia, Democrazia Cristiana e liste civiche | Sindaco | [ 8 ] |

### Altre informazioni amministrative
Il comune di Aci Castello fa parte delle seguenti organizzazioni sovracomunali: regione agraria n.8 (Piana di Catania).

## Sport
Lo Sporting Club Pallanuoto Acicastello partecipa al campionato di Serie A2 Girone Sud. La Sistemia Lct (già Saturnia Acicastello) milita nella Serie A2 di pallavolo maschile. L'Acicastello Beach Soccer ha militato nella Serie A di calcio da spiaggia.
È inoltre presente la formazione dello Sporting Acicastello che milita nel campionato calcistico di Terza Categoria.